# Thomas Struck
Thomas Struck (* 18. Januar 1943 in Hamburg) ist ein deutscher Filmemacher.

## Leben
Struck studierte mit Hellmuth Costard Psychologie und war Mitglied im Arbeitskreis Film und Fernsehen an der Universität Hamburg (AKFF). Er gehörte zu der Hamburger Filmmacher-Gruppe Der Grüne Hase und war mit Hellmuth Costard, Klaus Wyborny, Werner Nekes, Helmut Herbst, Werner Grassmann, Dore O. und anderen Gründer der Hamburger Filmmacher Cooperative.
Im Jahr 1966 begann Struck seine professionelle Filmarbeit als freier Regisseur beim NDR-Fernsehen und drehte u. a. Filme über die Beatles, Twiggy, Richard Lester und die Spencer Davis Group. 1968 wurde Struck durch seinen Film Der warme Punkt bekannt, der den Preis der 1. Hamburger Filmschau bekam. Struck war mit Herman Prigann und Hans Meister Gründer der alternativen Drogentherapiegruppe Release in Hamburg, die Therapiehöfe in Otterndorf und Velgen unterhielt. 
Struck begann 1981 wieder Filme zu machen, unter anderem die direkt auf 35-mm-Film gezeichneten Animationsfilme  Herzen, Sterne, Fussel sowie den Folien-Animationsfilm Der Kleine Furz (je ca. 10 min.). 1986 gründete er mit Dieter Kosslick das European Low Budget Film Forum und inszenierte das Kino auf der Alster.
In den 1990er Jahren war Struck Co-Produzent und Co-Autor (mit Uli Waller) des Musiktheaterstücks Blaubarts Orchester mit Ulrich Tukur. Als Dokumentarfilme folgten: Ein Weinjahr mit Stuart Pigott über Riesling an der Mosel sowie Walk Don't Walk mit dem Musiker Don Byron und der Fetisch-Expertin Dian Hanson über die Beine der New Yorker. 2002 beendete Struck den Film flüssig, der seine Reise mit dem Fahrrad am Rheinufer von Rotterdam zur Rheinquelle am St. Gotthard dokumentiert. 
Von 2003 bis 2007 war Struck Talent-Manager des Berlinale Talent Campus, seither ist er Leiter der von Dieter Kosslick, Johannes Bösiger und ihm initiierten Sektion Kulinarisches Kino.